# Č'ixura Sač'xere
Football Club Č'ixura Sač'xere (normalt bare kendt som Č'ixura Sač'xere) er en georgisk fodboldklub fra Sač'xere. Klubben blev grundlagt i 1936.

## Titler
- Georgiske mesterskaber (0):[1]

2. plads (2016)
- Georgiske pokalturnering (1): 2017.[2]
- Superpokalturnering (1): 2013.[3]

## Historiske slutplaceringer

### Umaglesi Liga un Pirveli Liga
| Sæson   | Niveau | Liga          | Placering | Kilder |
| ------- | ------ | ------------- | --------- | ------ |
| 2011-12 | 2.     | Pirveli Liga  | 1.        | [ 4 ]  |
| 2012-13 | 1.     | Umaglesi līga | 4.        | [ 5 ]  |
| 2013-14 | 1.     | Umaglesi līga | 4.        | [ 6 ]  |
| 2014-15 | 1.     | Umaglesi līga | 5.        | [ 7 ]  |
| 2015-16 | 1.     | Umaglesi līga | 4.        | [ 8 ]  |
| 2016    | 1.     | Umaglesi līga | 2.        | [ 9 ]  |

### Erovnuli Liga
| Sæson | Niveau | Liga          | Placering | Kilder |
| ----- | ------ | ------------- | --------- | ------ |
| 2017. | 1.     | Erovnuli līga | 5.        | [ 10 ] |
| 2018. | 1.     | Erovnuli līga | 4.        | [ 11 ] |
| 2019. | 1.     | Erovnuli līga | 5.        | [ 12 ] |
| 2020. | 1.     | Erovnuli līga | 9.        | [ 13 ] |

## Nuværende trup
Pr. 24. april 2019.
| Nr. | Land     | Position | Spiller                |
| --- | -------- | -------- | ---------------------- |
| 1   | Georgien | MM       | Avto Kapanadze         |
| 2   | Georgien | FO       | Revaz Chiteishvili     |
| 3   | Georgien | FO       | Bakari Mirtshkulava    |
| 7   | Georgien | MI       | Teimuraz Markozashvili |
| 8   | Georgien | FO       | Davit Maisashvili      |
| 10  | Georgien | MI       | Irakli Lekvtadze       |
| 13  | Georgien | MM       | Zurab Mtskerashvili    |
| 17  | Georgien | AN       | Kakha Kakhabrishvili   |
| 20  | Georgien | AN       | Irakli Bugridze        |

| Nr. | Land                | Position | Spiller               |
| --- | ------------------- | -------- | --------------------- |
| 22  | Georgien            | AN       | Davit Ionanidze       |
| 23  | Georgien            | MI       | Demuri Chikhladze     |
| 24  | Georgien            | FO       | Lasha Chikvaidze      |
| 25  | Georgien            | FO       | Davit Megrelishvili   |
| 27  | Georgien            | MI       | Denis Dobrovolski     |
| 30  | Bosnien-Hercegovina | MM       | Dino Hamzić           |
| 37  | Georgien            | FO       | Shota Kashia          |
| 77  | Georgien            | AN       | Mishiko Sardalishvili |
| 99  | Georgien            | AN       | Giorgi Bukhaidze      |
|     | Georgien            | MI       | Oleg Mamasakhlisi     |